# Domingo A. Derisi
Domingo A. Derisi (Pergamino, 16 de septiembre de 1902-?) fue un abogado y diplomático argentino, especializado en el comercio de carnes, que se desempeñó como agregado agrícola y comercial, y embajador de Argentina en el Reino Unido.

## Biografía
Estudió en la Facultad de Derecho y Ciencias Sociales de la Universidad de Buenos Aires, recibiéndose en 1924, siendo ayudante de seminario un año antes. Integró el colegio de abogados de San Nicolás de los Arroyos. Entre 1928 y 1929 fue miembro del Consejo Municipal de Pergamino.
Desde 1938 fue destinado como representante de la Junta Nacional de Carnes a la Embajada de Argentina en el Reino Unido, siendo agregado agrícola desde 1942. Durante la Segunda Guerra Mundial se encargó de negociar las ventas de carne argentina al Reino Unido. En julio de 1949 fue designado agregado comercial honorario, y luego fue representante general en Europa de la Junta Nacional de Carnes y del Instituto Ganadero Argentino (existente entre 1950 y 1952), ambos con sede en Londres. También presidió la Cámara Argentina de Comercio en Gran Bretaña.
En agosto de 1952 fue designado embajador en el Reino Unido, presentando sus cartas credenciales el 18 de diciembre. Permaneció al frente de la misión diplomática en Londres hasta 1955.
En una reunión de Naciones Unidas en Bournemouth (Inglaterra), informó sobre «los postulados peronistas para salvar al mundo». En febrero de 1953, luego del incidente de la isla Decepción entre Argentina y Reino Unido en la Antártida, se comunicó con el Ministerio de Relaciones Exteriores y de la Mancomunidad de Naciones para protestar.